# Shelton Benjamin

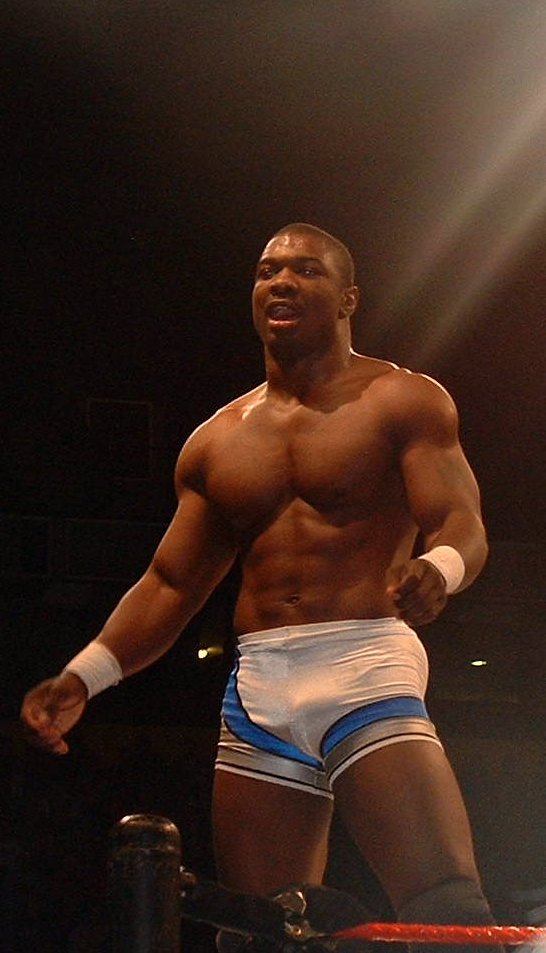
Shelton Benjamin

Shelton Benjamin (n. 9 iulie 1975) este un wrestler american ce a lucrat în WWE între 2002 și 2010. După despărțirea de WWE a lucrat în compani precum Ring of Honor și New Japan Pro Wrestling pâna în 2016 când s-a anunțat revenirea lui Benjamin în WWE. În 2017 Benjamin s-a întors în WWE acolo unde a luptat până în 2023.

## Titluri în WWE
- WWE Tag Team Championship (2 ori) cu Charlie Haas
- WWE Intercontinental Championship (3 ori)
- WWE United States Championship (1 dată)